# Сетана (посёлок)
Сетана (яп. せたな町 Сэтана-тё:) — посёлок в Японии, находящийся в уезде Кудо округа Хияма губернаторства Хоккайдо. Площадь посёлка составляет 638,67 км², население — 8910 человек (30 июня 2014), плотность населения — 13,95 чел./км².

## Географическое положение
Посёлок расположен на острове Хоккайдо в губернаторстве Хоккайдо. С ним граничат посёлки Имакане, Якумо и село Симамаки.
Посёлок лежит на полуострове Осима, у устья реки Сирибеси-Тосибецу.

## Население
Население посёлка составляет 8910 человек (30 июня 2014), а плотность — 13,95 чел./км². Изменение численности населения с 1980 по 2005 годы:
| 1980 | 16 051 чел. |  |
| 1985 | 15 144 чел. |  |
| 1990 | 13 389 чел. |  |
| 1995 | 12 446 чел. |  |
| 2000 | 11 842 чел. |  |
| 2005 | 10 748 чел. |  |

## Символика
Деревом посёлка считается нарцисс, цветком — тис остроконечный, птицей — сизая чайка.